# バレーボール朝鮮民主主義人民共和国女子代表
バレーボール朝鮮民主主義人民共和国女子代表（バレーボールちょうせんみんしゅしゅぎじんみんきょうわこく じょしだいひょう）は、バレーボールの国際大会で編成される朝鮮民主主義人民共和国（北朝鮮）の女子バレーボールナショナルチームである。

## 歴史
1955年に国際バレーボール連盟へ加盟。1970年世界選手権は金増幅、姜玉順の活躍で銅メダルを獲得。初出場の1972年ミュンヘンオリンピックでも銅メダルを獲得した。世界選手権は1986年大会を最後に出場していない。1990年以降、主な国際大会出場がなかったが、2005年に14年ぶりにアジア選手権に出場し7位と健闘した。

## 過去の成績

### オリンピックの成績
- 1972年 - 銅メダル

### 世界選手権の成績
| - 1952年 - 不参加 - 1956年 - 8位 - 1960年 - 不出場 - 1962年 - 10位 - 1967年 - 不出場 - 1970年 - 銅メダル | - 1974年 - 不出場 - 1978年 - 不出場 - 1982年 - 不出場 - 1986年 - 14位 - 2018年 - アジア予選敗退 |  |

### アジア選手権の成績
- 1989年 - 5位
- 1991年 - 4位
- 2005年 - 7位
- 2011年 - 6位